# Abbaye Saint-Gildas de Rhuys
L'abbaye Saint-Gildas de Rhuys est une abbaye bénédictine située à Saint-Gildas-de-Rhuys et dont la fondation légendaire est liée à la deuxième vague migratoire en Armorique avec l'arrivée sur le continent de saint Gildas. Son histoire est mal connue, mais, depuis quelques années, on semble de nouveau s'intéresser à ce monastère qui laisse aujourd'hui une des plus belles églises romanes de Bretagne.
L'abbatiale est classée monument historique depuis 1840. L'Office des monuments historiques inscrit différents objets du mobilier au titre des monuments historiques en 1914.

## Situation géographique
L'abbaye est située sur la commune de Saint-Gildas-de-Rhuys, dans le bourg, place Monseigneur-Ropert, dans le Morbihan.

## Historique
On peut distinguer trois périodes dans l’histoire de l’abbaye de Rhuys :

### Première période

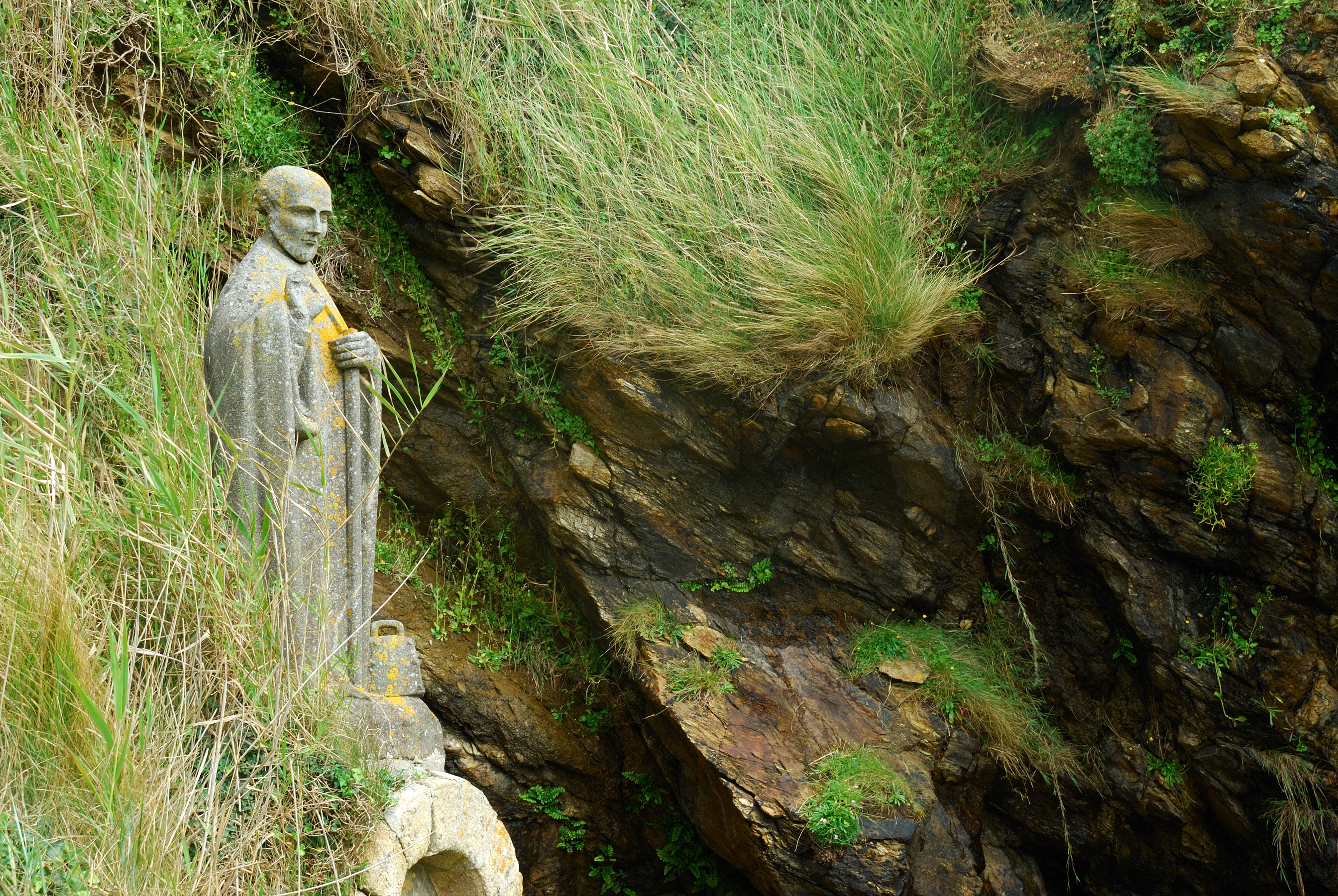
Statue de Saint-Gildas, Saint-Gildas-de-Rhuys.

À l'origine, du VIe au Xe siècle, il existe une abbaye bretonne, fondée selon la légende hagiographique, vers 538 par saint Gildas qui l'aurait dirigée jusqu'à sa mort en 565. Il est plus vraisemblable qu'elle a été fondée par des moines se réclamant de lui et possédant, ou prétendant posséder, ses reliques. La fondation de cette abbaye ne laisse presque aucune trace ni dans les archives, rares pour cette période, ni dans les chroniques. Aucune fouille archéologie sérieuse n’a étudié le site. Trois faits plaident en faveur de la réalité de l’abbaye avant le Xe siècle. D’abord parce que les moines fuyant les raids vikings vers 919, qui obtiennent protection et s’installent près du château de Raoul prince de Déols (aujourd'hui Châteauroux), y fondent une abbaye Saint-Gildas et prétendaient venir de Rhuys. Ensuite parce que les moines venus de l’abbaye de Fleury en 1008 ont toujours affirmé avoir relevé à Rhuys les ruines d’une abbaye Saint Gildas précédente. Enfin parce que l’on possède tout de même un document, l’inventaire des livres de cette première abbaye. Il s'agit d'un parchemin, datant vraisemblablement du Xe siècle, qui est conservé à la bibliothèque Sainte-Geneviève à Paris. Il contient une liste de livres dont les derniers auteurs sont contemporains du départ des moines de Bretagne vers 920. On a noté depuis longtemps dans cette liste un Textum Gildasii, un évangile de Gildas, et deux antiphonaires (livres de chant) qualifiés de bretons.

### Deuxième période

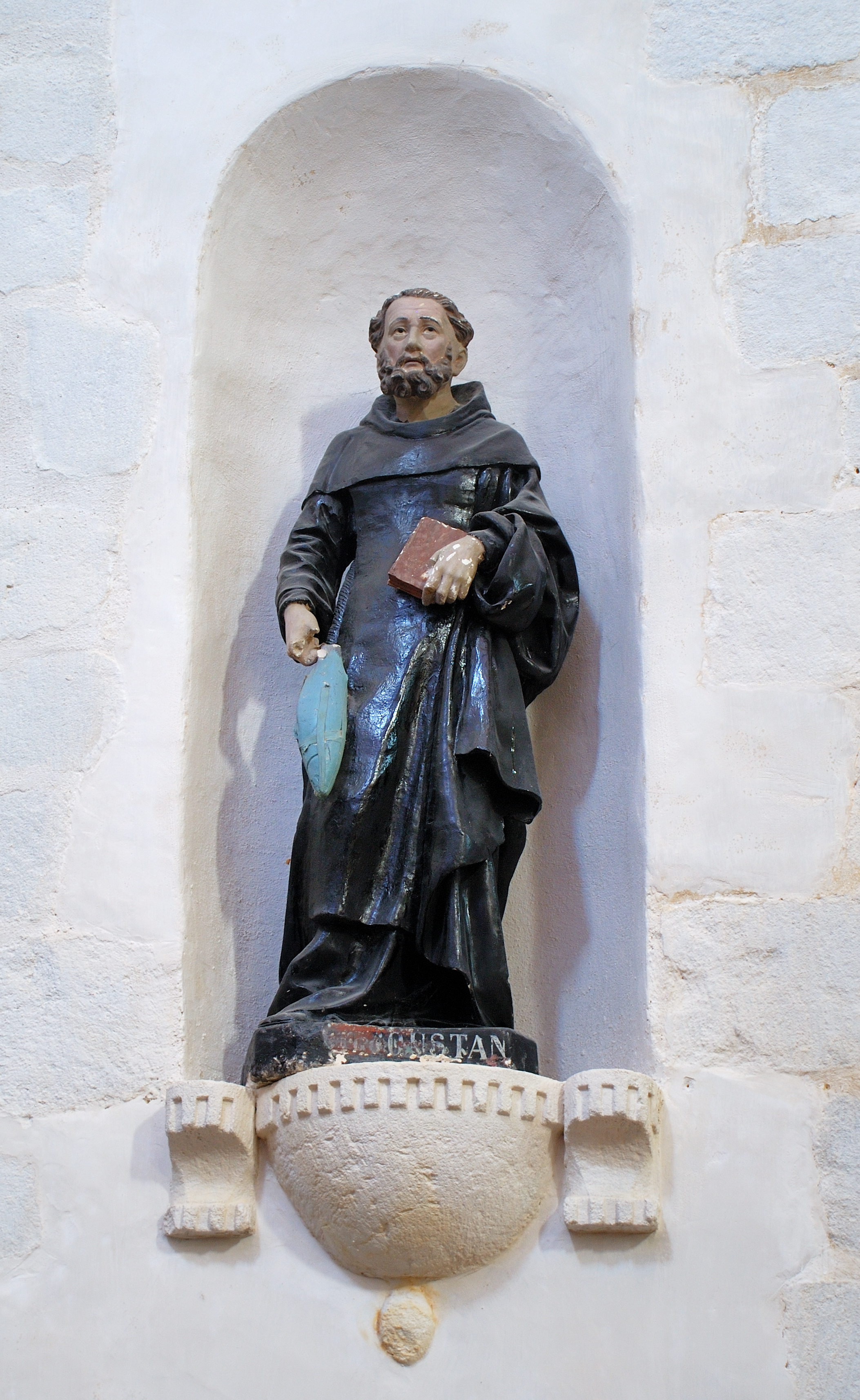
Saint Goustan, abbaye Saint-Gildas-de-Rhuys.

La deuxième période s'étend de 1008 à la fin du XVe siècle. Elle est mieux connue par l’église romane, ses tombeaux, quelques archives sauvées des destructions, et des témoignages divers.
Le monastère est restauré à partir de 1008 à la demande du duc de Bretagne Geoffroy Ier de Bretagne. Un groupe de moines venus de l'abbaye de Fleury (aujourd'hui dans le Loiret), conduits par un Breton, saint Félix (mort en 1038), relève ou reconstruit totalement les bâtiments. Il y a en effet débat pour savoir si le nouveau monastère est construit exactement sur l'emplacement du précédent.
Le XIe siècle est marqué par la présence d'autres saints, d'abord saint Goustan, puis un abbé mal connu, saint Rioc. L'abbé Vital semble être, selon Ferdinand Lot, l'auteur de la Vie de saint Gildas, qu'il aurait écrite vers 1060. L'abbaye développe alors le culte de saint Gildas et d'autres saints qui lui sont liés, comme saint Colomban, sainte Brigitte et saint Armel. Elle possède l'important prieuré Saint-Sauveur à Locminé. Bientôt le monastère possède une vingtaine de prieurés.

### Troisième période

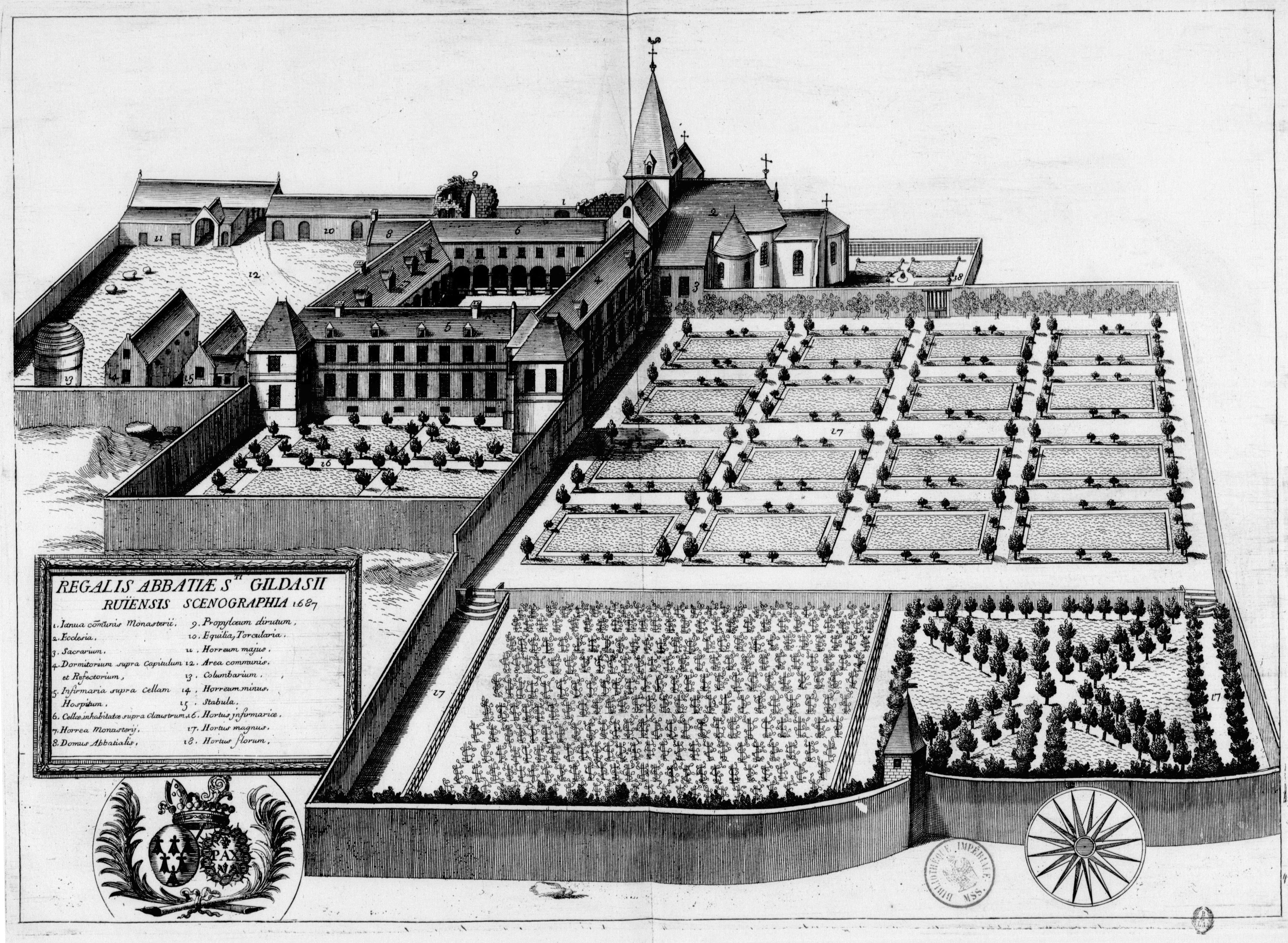
Gravure du XVIIe siècle.

De la fin du XVe siècle à la Révolution française, les archives de l’abbaye ont été presque intégralement conservées. Au début du XVIe siècle, la commende touche l'abbaye qui se retrouve assez vite mal entretenue et tombe en ruine.
Le 11 septembre 1629, des lettres patentes enregistrent les avoirs des abbayes de Déols, Saint-Gildas de Rhuys et du prieuré de Grammont qui sont rattachés au domaine du duché-pairie de Châteauroux. L'abbaye est reprise en main par la Congrégation de Saint-Maur en 1649. En 1668, la foudre frappe le clocher qui, dans sa chute, provoque l’effondrement de la nef de l'abbatiale. La reconstruction est entreprise, à partir de 1699, par l'architecte vannetais Olivier Delourme. La nef est réalisée dans le style néo-classique, la tour transférée sur la façade occidentale est achevée en 1705.
À la Révolution, les moines sont chassés et les bâtiments sont vendus comme bien national en 1796. Ils se trouvent rachetés, en 1804, par Mère Saint-Louis, fondatrice des Sœurs de la Charité de Saint-Louis. L'abbaye retrouve ainsi sa vocation religieuse et est à nouveau restaurée. Les Sœurs en font une école, puis un orphelinat.
L'abbatiale est restaurée par le service des Monuments historiques de 1883 à 1891.

## L'abbatiat d'Abélard (1125-1133)
Peu après l'an 1100, sous le règne de Conan III de Bretagne, l'abbaye semble manquer de moyens. Les moines cherchent alors un abbé puissant et reconnu capable de les aider.
Ils font appel en 1125 à Pierre Abélard, réputé dans certains milieux, notamment en tant que fondateur de la scolastique, mais également détesté par d'autres pour certaines de ses remises en cause de dogmes établis. Il ne réussira pas à relever l'Abbaye. Abélard explique dans un courrier (en latin) qu'il n'est pas volontairement venu en Bretagne, mais pour fuir les conflits qu'il connaissait dans ses fonctions précédentes. Il y décrit les moines qu'il doit diriger comme pauvres et victimes d'un seigneur voisin tyrannique, mais également comme très indisciplinés. Il s'inquiète et s'indigne en particulier de leur mode de vie peu en rapport avec leur fonction monastique : ces moines, selon Abélard, passaient plus de temps à la chasse et à des activités matérielles qu'à la prière et à l'élévation de l'esprit :

« Les portes de l’abbaye n’étaient ornées que de pieds de biche, d’ours, de sanglier, trophées sanglants de leur chasse. Les moines ne se réveillaient qu'au son du cor et des chiens de meute aboyant. Ils étaient cruels et sans frein dans leur licence, »

Abélard évoque chez ces moines « des habitudes de vie notoirement rebelles à tout frein […] Les moines m'obsédaient pour leurs besoins journaliers, car la communauté ne possédait rien que je pusse distribuer, et chacun prenait sur son propre patrimoine pour se soutenir lui et sa concubine, et ses fils et ses filles. Non contents de me tourmenter, ils volaient et emportaient tout ce qu’ils pouvaient prendre, pour me créer des embarras, et me forcer, soit à relâcher les règles de la discipline, soit à me retirer. Toute la horde de la contrée étant également sans lois ni frein, il n’était personne dont je puisse réclamer l'aide » Pierre Abélard, sous la pression des moines mêmes qui selon lui n'acceptaient pas la discipline monastique, craignant pour sa vie, il doit finalement s'enfuir (en 1133). Il reste de son souvenir le nom d'une petite rue à Saint-Gildas.
On ignore si l'église abbatiale a jamais été terminée. Mais par la suite, l'abbaye profite de la présence des ducs de Bretagne au château voisin de Suscinio.
En 1189, la duchesse Constance de Bretagne assiste à un office et donne une charte à l'abbaye, avec une donation. Les enfants des ducs morts à Suscinio sont inhumés dans l'abbaye. Mais les lacunes historiques restent nombreuses, du fait de la destruction ou dispersion des archives de l'abbaye pendant la guerre de Cent Ans.

## L'abbaye auXXIesiècle

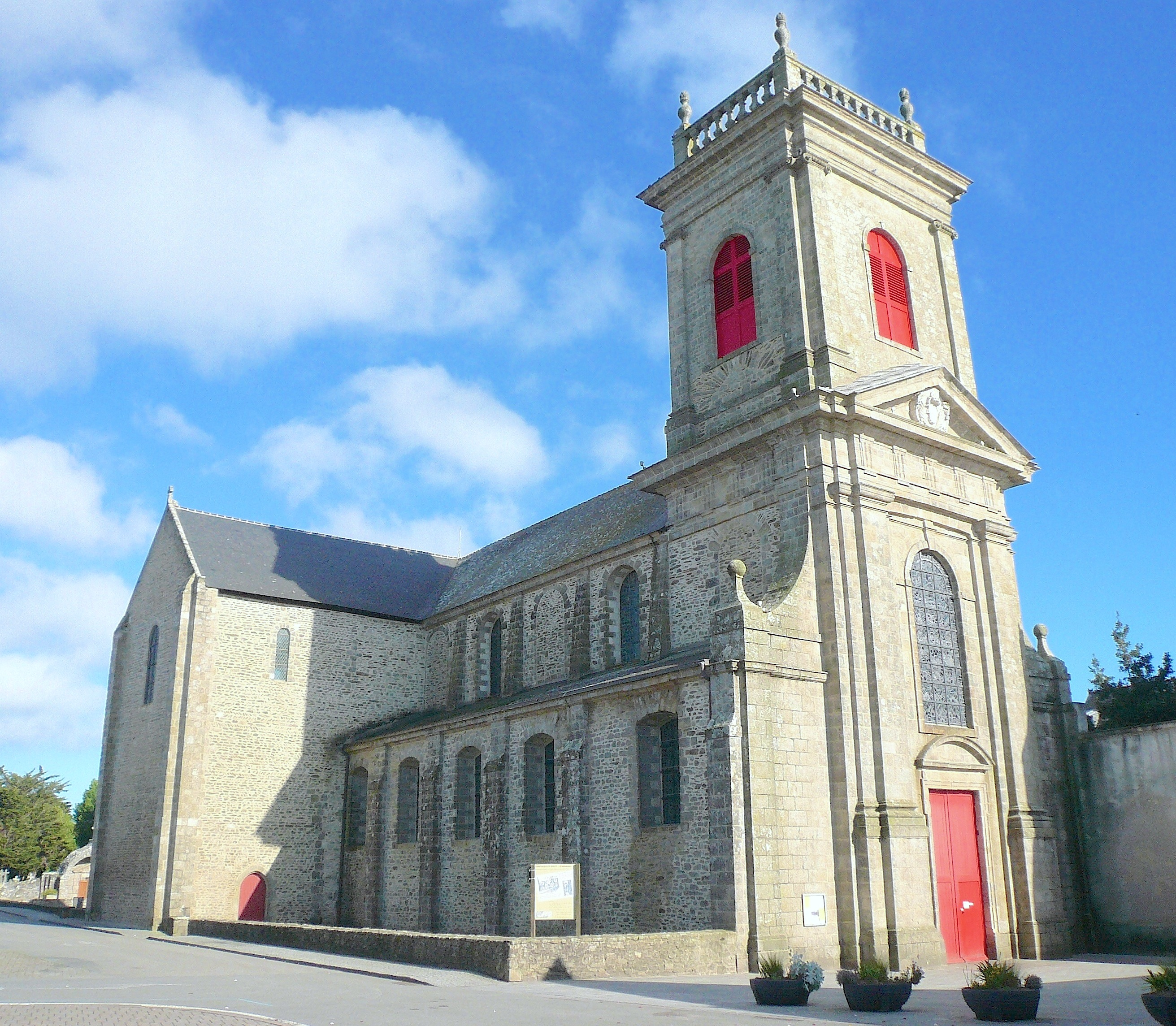
Abbaye Saint-Gildas-de-Rhuys.

Vers 1960, les Sœurs de la Charité de Saint-Louis en font un établissement spécialisé pour handicapés. Ce dernier étant transféré à Vannes en 1993, elles rénovent et agrandissent les bâtiments pour développer le côté hôtellerie répondant à la nouvelle vocation de l'abbaye destinée à être un centre culturel et spirituel

## Architecture et mobilier de l'abbatiale

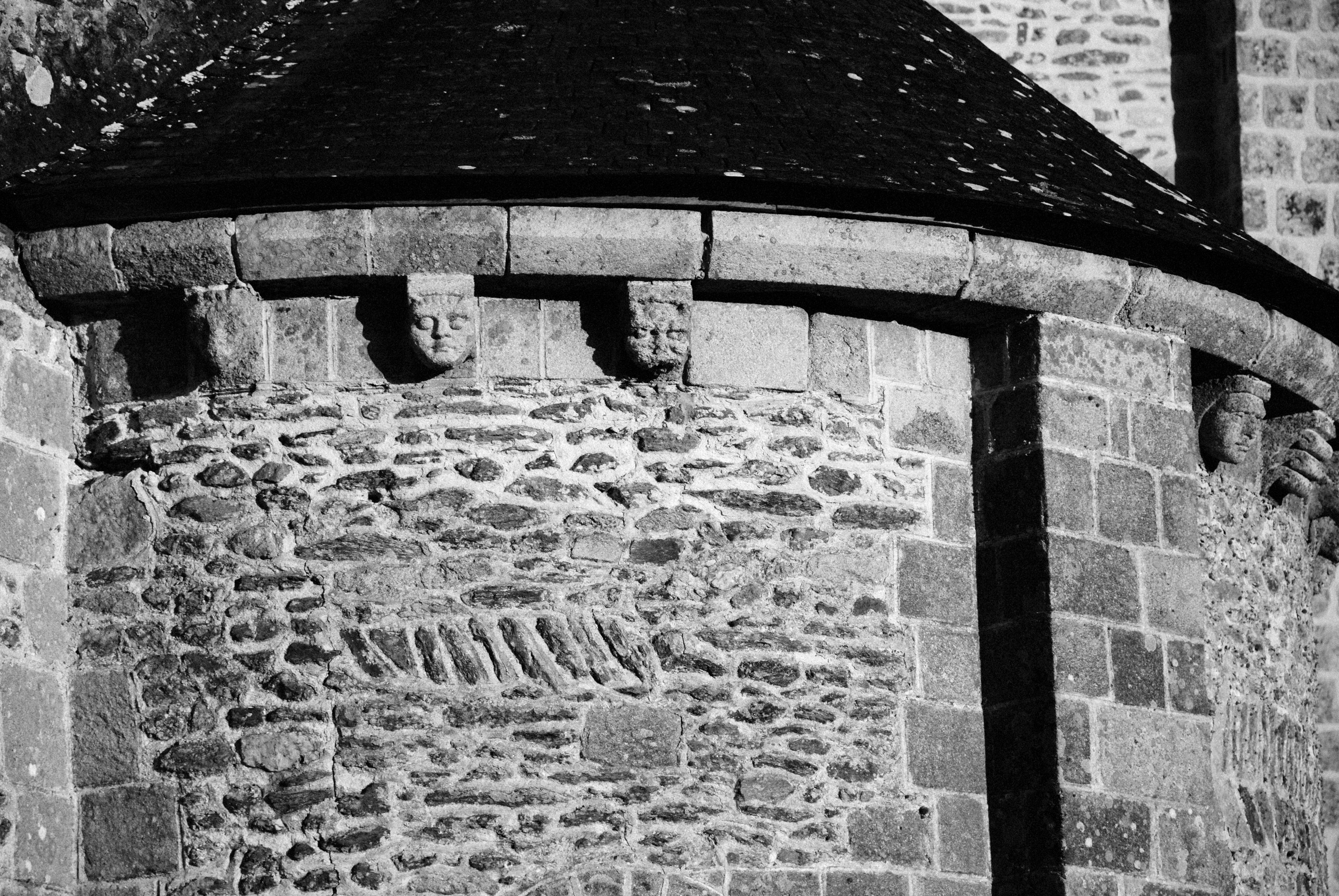
Corniche à modillons et contreforts en grand appareil de granite au niveau d'une chapelle absidiale.

L'église actuelle conserve encore de beaux éléments de l'abbatiale romane (chœur, transept nord, 32 chapiteaux aux décors géométriques et plusieurs tombeaux).
La partie la plus ancienne est le transept nord, datant du XIe siècle, grand volume dépouillé couvert de charpente dont l'appareillage présente des lignes d'opus sicatum. Son absidiole a été reconstruite en 1885. On retrouve le même appareillage dans les parties basses du chevet jusqu'à la naissance des fenêtres. Il fut entièrement reconstruit au début du XIIe siècle sur la base de l'édifice antérieur du XIe siècle, en conservant le plan au sol et en remployant une partie des chapiteaux pour le rond-point de l'abside. Ceux-ci présentaient originellement un décalage d'ajustement avec les colonnes, comme le montre une photo prise avant les restaurations.
Le chœur se compose de deux travées droites dont les arcades en plein cintre sont reçues sur des piles cruciformes et d'un rond-point rythmé par cinq colonnes reliées par des arcades surhaussées surmontées de sept arcades aveugles. Il est entouré d'un déambulatoire voûté d'arêtes à deux travées droites et trois chapelles rayonnantes. Il a été restauré avec fidélité au XIXe siècle.
Par leur sobriété, la nef et la croisée de transept néo-classiques s'harmonisent bien avec les parties romanes subsistantes. La nef est couverte d'une voûte à pénétration en berceau. Elle remplace l'ancienne nef romane dont l'organisation est connue par des descriptions. Elle comptait six travées bordées de colonnes aux chapiteaux sculptés et était couverte de charpente. Les bas-côtés étaient voûtés d'arêtes. Elle était précédée d'un narthex de deux travées. La croisée de transept était surmontée d'une tour carrée.
Les chapiteaux romans, certains en place, d'autres déposés, présentent majoritairement des variations sur le modèle corinthien à trois registres avec des motifs végétaux très stylisés. L'un des chapiteaux déposé, provenant probablement de la nef, est sculpté de lions affrontés, avec deux têtes latérales et une tête commune. À l'extérieur, la corniche des absidioles est supportée par des modillons sculptés (têtes humaines et animales).
Derrière le maître-autel, la tombe de saint Gildas « est problématique, mais on peut considérer comme authentiques celles à double versant des abbés Félix et Rioc placées dans deux enfeus du croisillon Nord et aussi, tout à côté, celle de saint Goustan ».
Le retable monumental du croisillon sud date du premier tiers du XVIIe siècle : il ornait l'abside d'où il a été enlevé en 1880 quand le service des monuments historiques a voulu remettre en valeur le caractère roman de l'édifice.
Notons enfin que le trésor de l'abbaye, sauvé pendant la Révolution par le recteur Le Duin, dont la tombe est toujours au cimetière de Saint-Gildas, est un des plus importants trésors reliquaires de Bretagne : conservé dans la sacristie, il comprend notamment une châsse en bois lamée de cuivre (XIVe siècle), une autre en argent (XVe siècle), le chef-reliquaire en argent dit de saint Gildas (XVIe siècle), des membres-reliquaires en argent et en vermeil (ils contiendraient selon la tradition un bras, un genou et une jambe de saint Gildas), un calice en or (XVIe siècle), une mitre en soie brodée d'or et d'argent (attribuée par la tradition à Abélard, elle date en fait du XVIe siècle), une croix processionnelle en argent (XVIIIe siècle), etc.

## Galerie

### Extérieur

Vues de l'abbaye
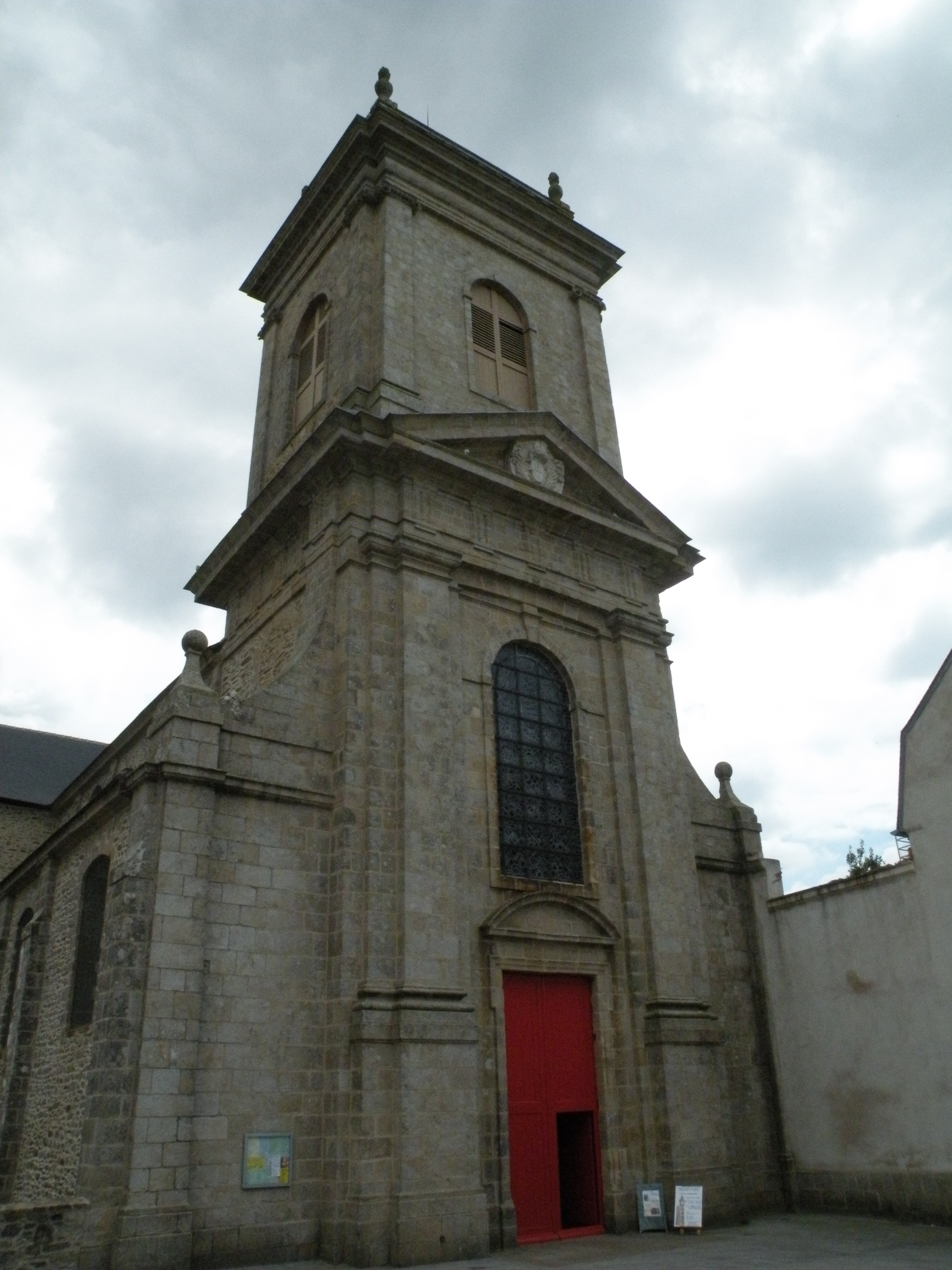
Le clocher dans une tour-porche carrée qui réutilise certainement des éléments d'un narthex dont les fondations se voyaient encore naguère.
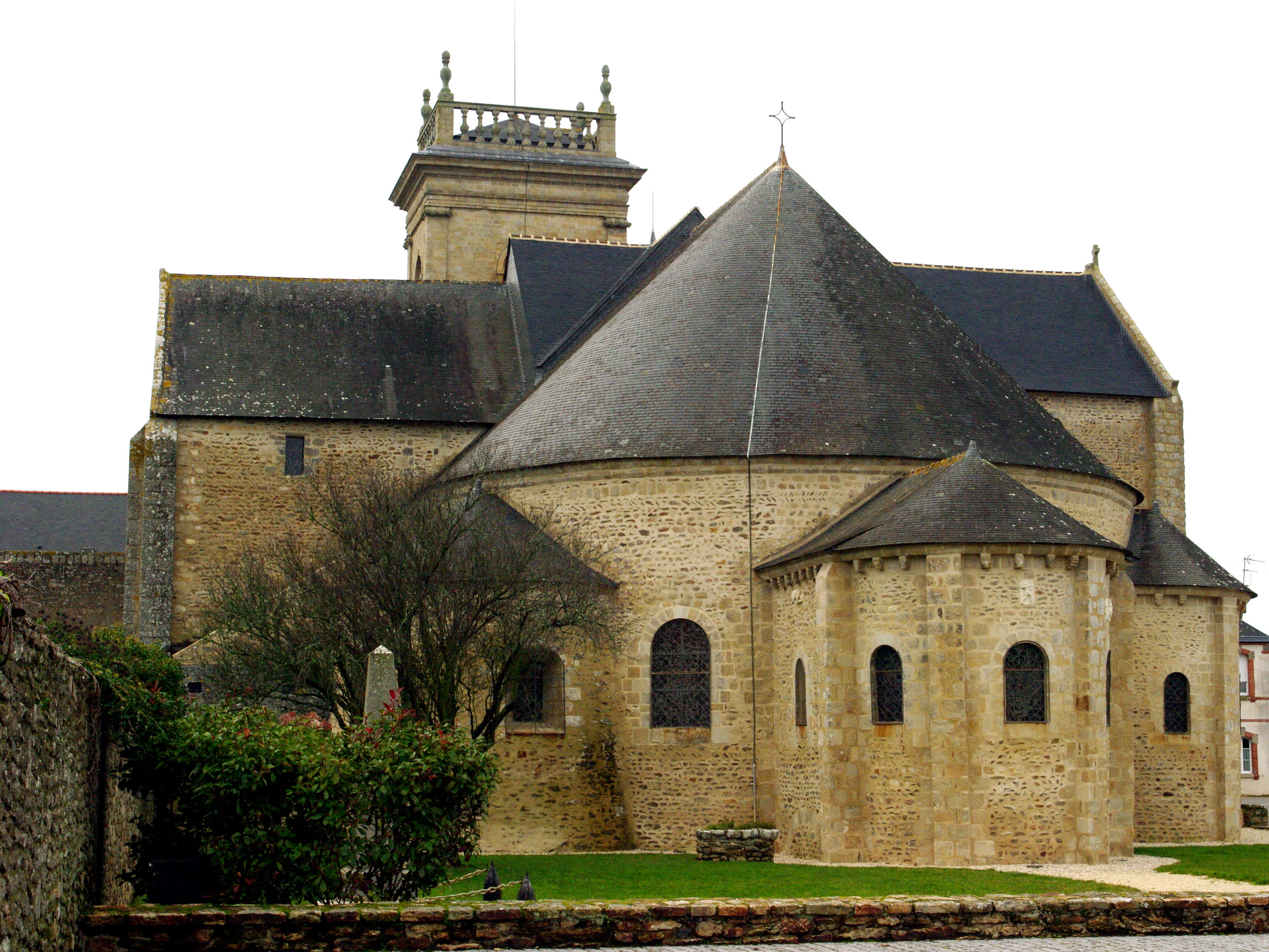
Vue du chevet et des trois chapelles absidales en cul-de-four, et en arrière-plan, le clocher-porche couronné d'une balustrade.

### Intérieur

Vues de l'abbaye
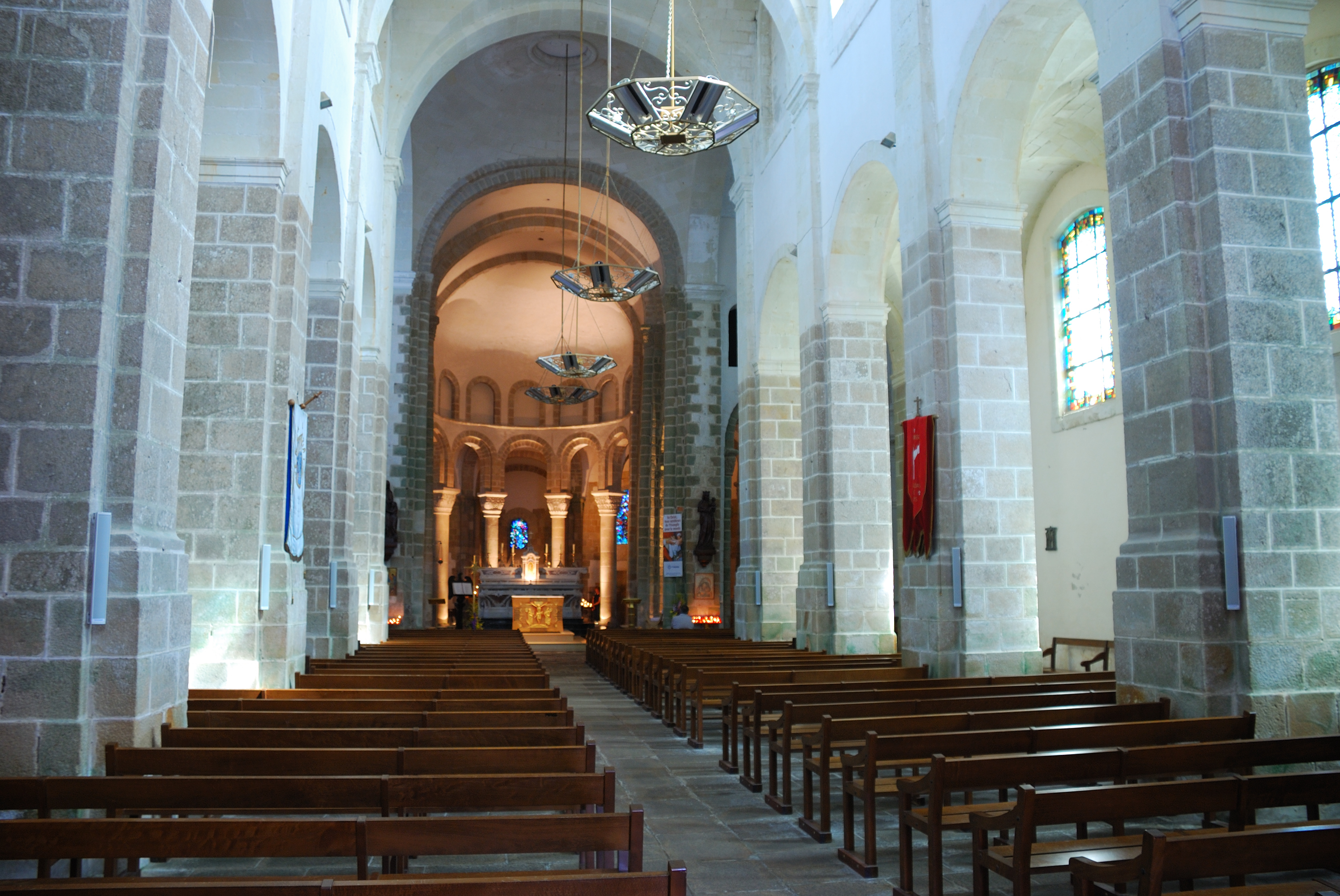
La nef de quatre travées et ses collatéraux ont été refaits au XVIIIe siècle.
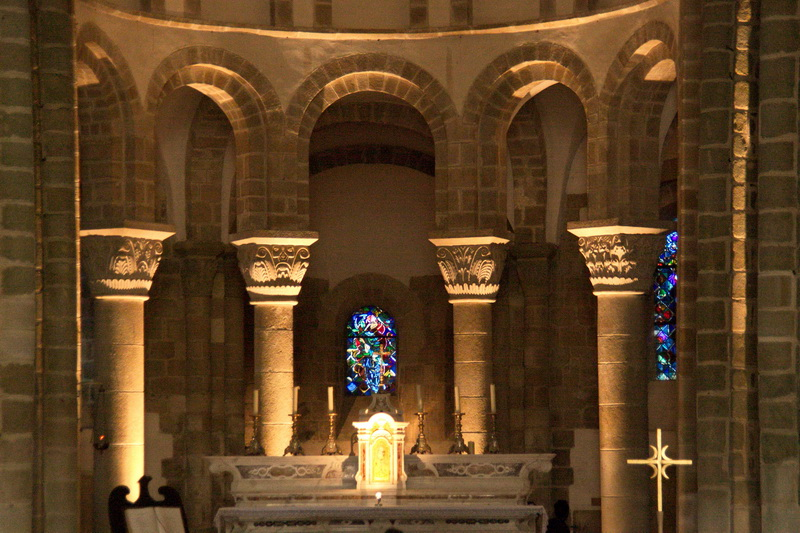
Le chœur du XIIe siècle.
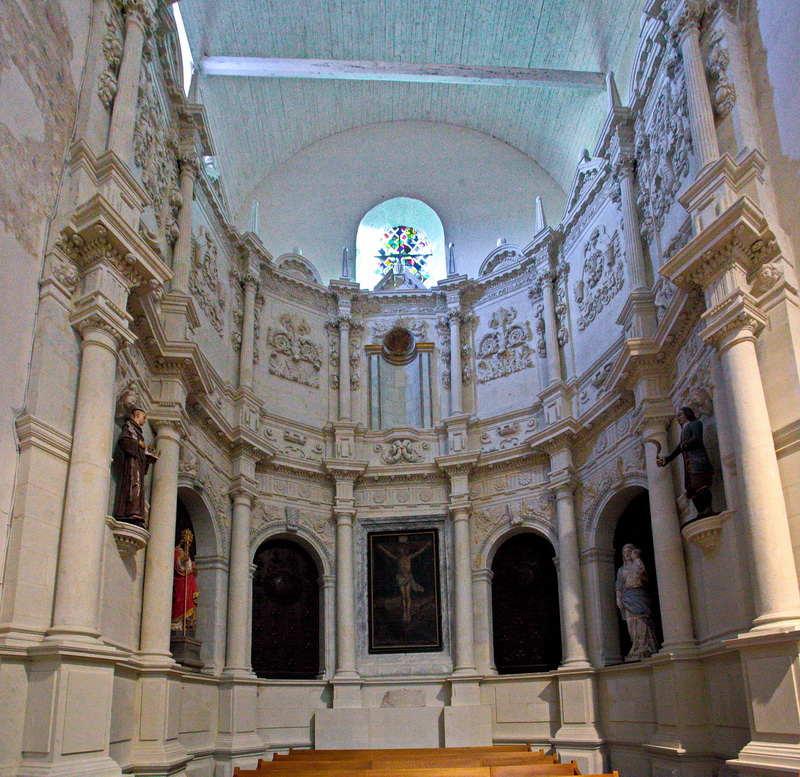
Dans le croisillon sud, retable qui superpose un étage dorique et ionique, et dont la vigueur préfigure le style baroque[14].

### Sépultures

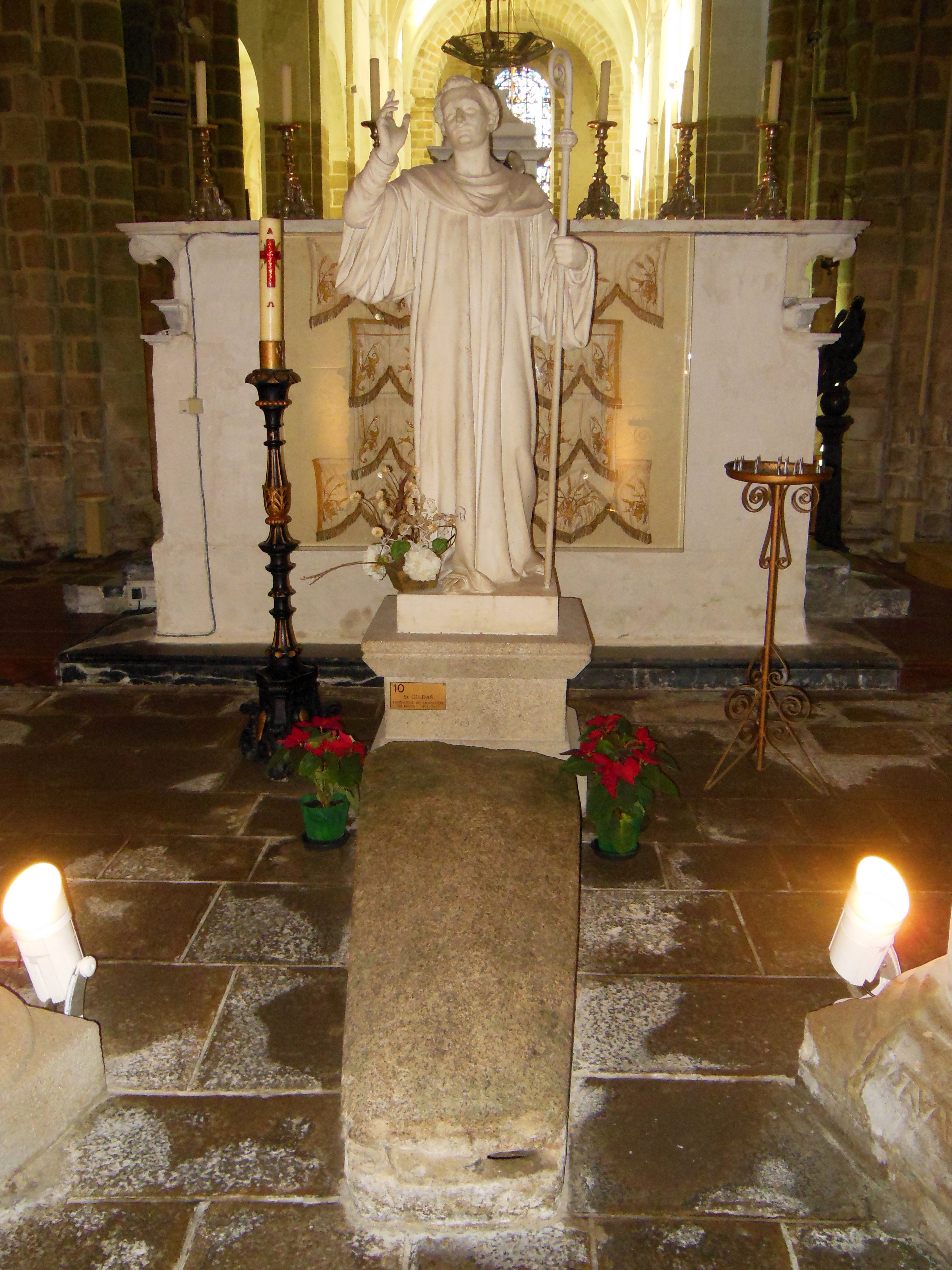
Statue et sarcophage de saint Gildas.
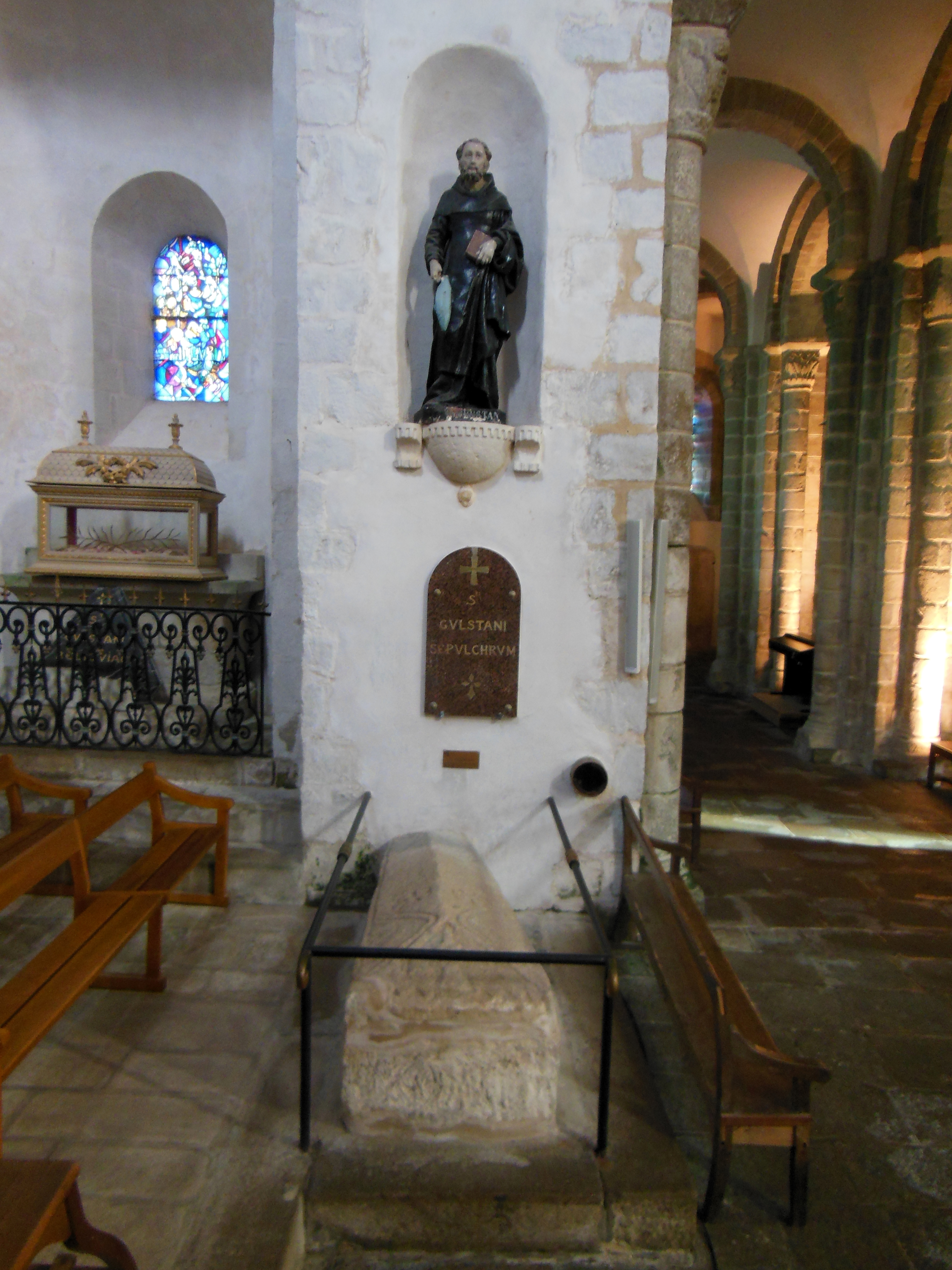
Statue et sarcophage de saint Goustan.
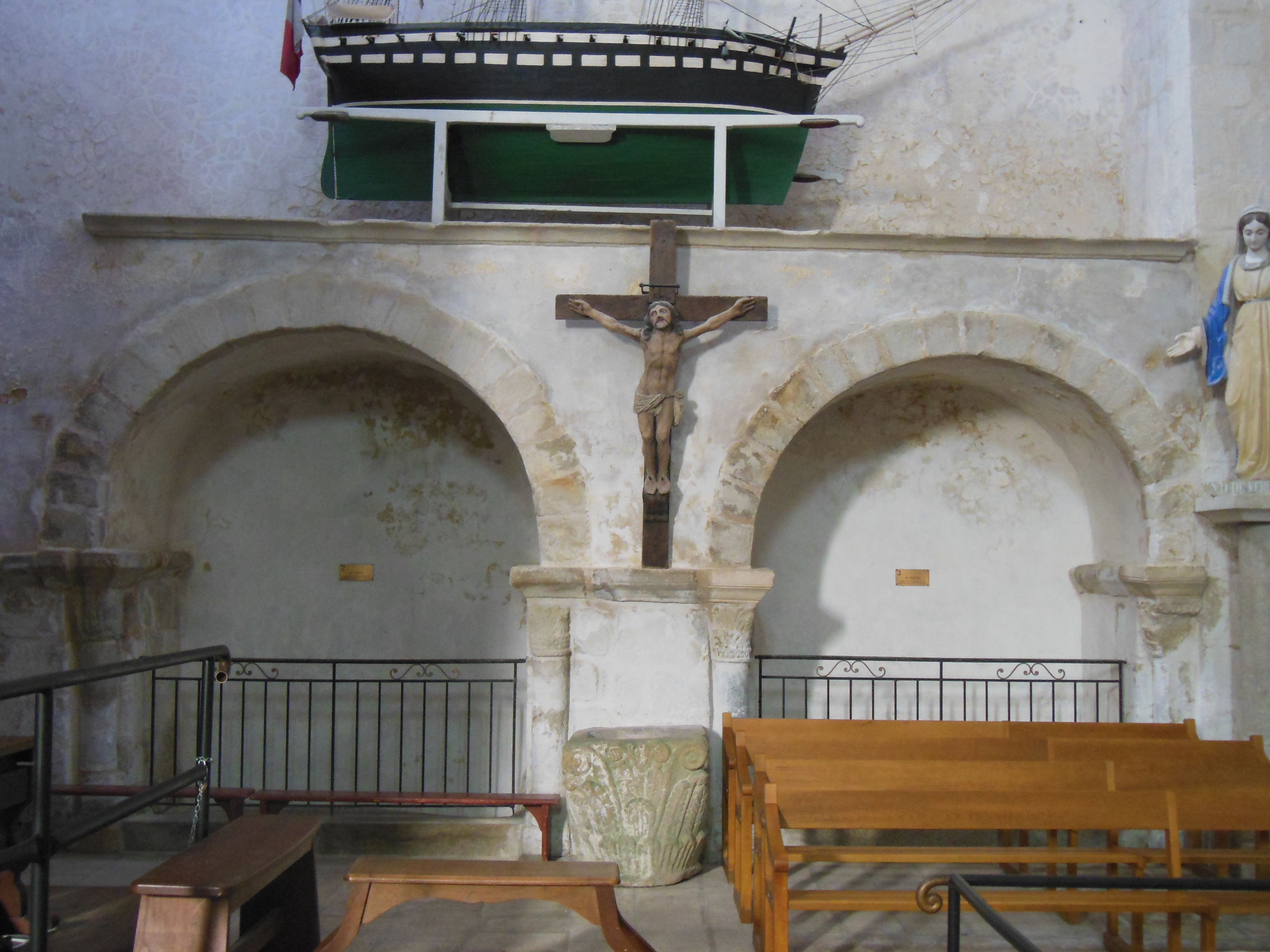
Enfeu de saint Rioc (à gauche sur photo) et de saint Félix de Rhuys (à droite).

#### Sur Gildas
- Vie de Gildas. La Vita des Acta sanctorum des Bollandistes qui reprend celle de Jean du Bois de 1605 est incomplète. Le texte complet a été publié par Mabillon, dans les Acta sanctorum ordinis sancti Benedicti, siècle I, 1668, pages 139 à 152, et par Theodor Mommsen, « Vita Gildae », Monumenta Germaniae historica, Auctores antiquissimi, tome XIII-1, « Chronica minora », pages 91–106. Les éditions anglaises reprennent cette édition. Cette Vita a été publiée dans l’article de Ferdinand Lot qui suit, pages 431-473. Cette édition peu connue, qui reprend les précédentes, est une des plus utiles. Concordance des chapitres page 432.
- Ferdinand Lot, La vie de saint Gildas, Mélanges d'histoire bretonne, Paris, 1907, pages 207-283, voir pages 234-235.
- André Oheix, Notes sur la vie de saint Gildas, Nantes, 1913
- René Largillière, « La topographie et le culte de saint Gildas », Mémoires de la Société d’histoire et d’archéologie de Bretagne, tome 5, 1924, pages 3–25. Il existe un tiré à part.
- Joseph Loth, « Le nom de Gildas dans l’île de Bretagne, en Irlande et en Armorique », Études celtiques, tome 46, 1927, pages 1–15. Voir surtout les pages 4 à 6.
- François Kerlouégan, Le de excidio britanniae de Gildas, les destinées de la culture latine dans l’île de Bretagne au VIe siècle, 604 et 226 pages, Paris, 1987.
- Thomas D. O'Sullivan, The De excidio of Gildas, its authenticity and date, Leiden, 1978, avec une importante bibliographie pages 182-196.
- Michael Lapidge et David Dumville, Gildas : New approaches studies in Celtic History, 5, Woodbridge, 1984, 244, p.
- Yvon Mauffret, Gildas de Rhuys, moine celtique, Beauchesne, 1997,  (ISBN 2701003598). (Une biographie romancée pour les enfants et adolescents)

#### Sur le monastère Saint-Gildas-de-Rhuys
- Dom Michel Germain, Matériaux du Monasticon Gallicanum, ms. Latin 11820 « Regalis abbatiæ S. Gildasii Ruïensis scenographia »
- Abbé Luco, Histoire de Saint-Gildas-de-Rhuys, 1869.
- Marius Sépet, Saint-Gildas-de-Rhuys, aperçus d’histoire monastique, Paris, 1899.
- Chanoine Joseph-Marie Le Mené, Abbaye de Rhuys, Bulletin de la Société Polymathique du Morbihan, 1902, pages 26–119.
- Roger Grand, L’art roman en Bretagne, Paris, 1958
- Michel Debary, « Saint Armel », Mémoires de la Société d’histoire et d’archéologie de Bretagne, tome 51, 1971, pages 23–28.
- Henri Marsille, Saint Gildas et l’abbaye de Rhuys, Bulletin de la Société polymathique du Morbihan, 1975
- Charles Kohler, « inventaire de la bibliothèque de Saint-Gildas en Berry », Bibliothèque de l’École des Chartes, tome XLVII, 1886, pages 98–105
- Xavier Baral I Altet, Saint-Gildas-de-Rhuys, Congrès archéologique de France, 1986, pages 222-235.
- Roger Champeau, Abbaye de Saint-Gildas-de-Rhuys, 1985.
- P.-M. Auzas, Le trésor de Saint-Gildas-de-Rhuys, Congrès archéologique de France, tome 141, 1986.
- Geneviève Le Louarn, « Saint-Gildas-de-Rhuys, regards croisés sur l’église abbatiale », Mémoires de la Société d’histoire et d’archéologie de Bretagne, 2005, pages 629-642, avec bibliographie.
- Raphaël Valéry, La bibliothèque de la première abbaye de Saint-Gildas-de-Rhuys, Mémoires de la Société d’histoire et d’archéologie de Bretagne, 2005, pages 29–88, avec bibliographie.
- Biennale des Abbayes Bretonnes, Abbaye Bretonne, Le Sarment Fayard (Rennes 1983)  (ISBN 2213013136). Roger Champeau « Saint-Gildas de Rhuys » p. 87-95.
- Colloque saint Gildas 30-31 janvier 2009, publié en 2011 par Symposium 56 et les Éditions des Montagnes noires, 412 pages.
- Raphaël Valéry, Autour de l'antiquité du monastère de Saint-Gildas-de-Rhuys : état de la question et dernières découvertes, Association bretonne, 2013, pages 263-278.
- Marc Déceneux, la Bretagne romane, éditions Ouest-France, 1998  (ISBN 9782737322624)